# مصباح متوازن الذراع

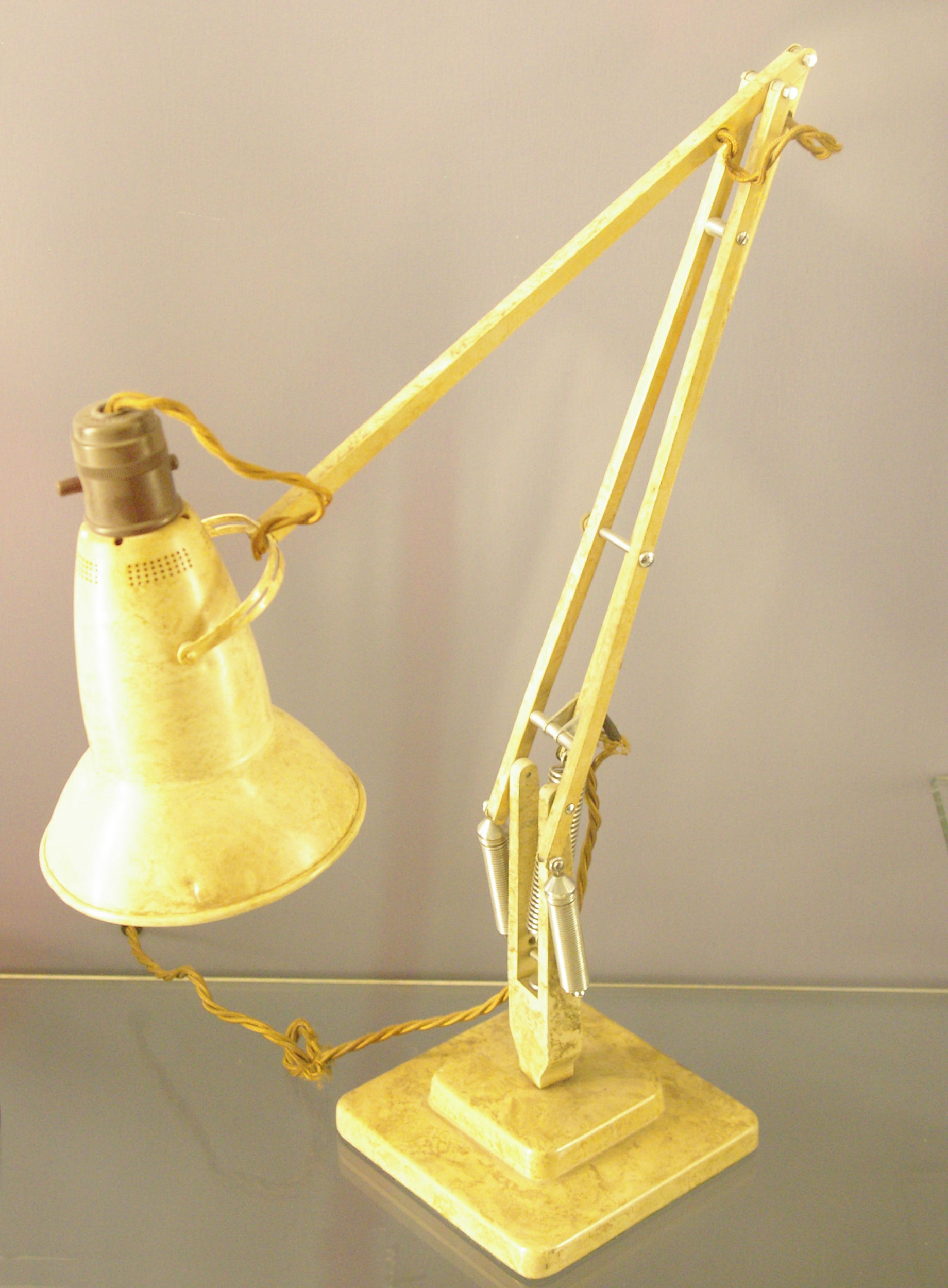
نموذج Anglepoise 1227 منذ عام 1935

المصباح ذو الذراع المتوازنة الذي يُطلق عليه أحيانًا "مصباح الذراع العائمة"، هو مصباح يتميز بذراع قابلة للتعديل وقابلة للطي، بحيث يتم تعويض تأثير الجاذبية باستخدام النوابض، بغض النظر عن وضعية الذراعين. تعتمد العديد من العلامات التجارية للمصابيح (مثل Anglepoise، التي ابتكرت هذا المفهوم، وLuxo L-1) والأجهزة الأخرى على هذا المبدأ.

## التصميم

### المصطلحات الأساسية
تستخدم هذه المقالة المصطلحات التالية للإشارة إلى الأجزاء الأساسية لهذا النوع من المصابيح:

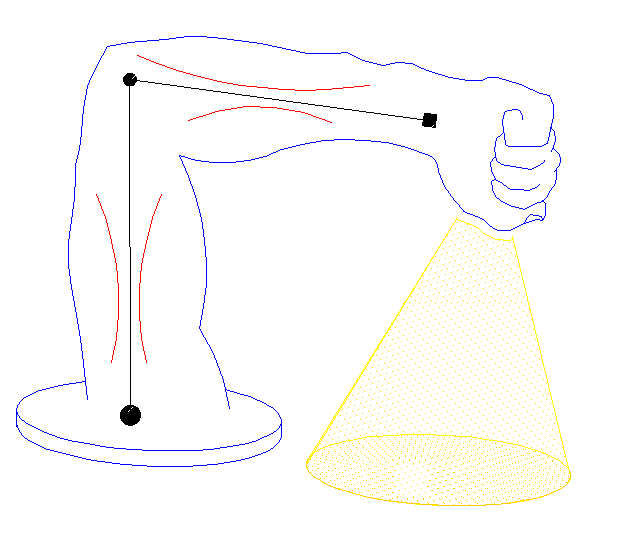
مقارنة الذراع البشرية

1. غطاء المصباح
2. الذراع السفلى
3. الذراع العلوية
4. القاعدة أو الجسم
5. مقارنة الذراع البشريةالقاعدة الأساسية

### التصميم العام
يتكون المصباح ذو الذراع المتوازنة من قاعدة، جسم أو حامل، وذراعين متصلتين (في كثير من الحالات مزودتين بنوابض)، ورأس المصباح. يمكن تحريك المصباح إلى أي وضع تقريبًا، وسيظل في مكانه دون تغيير حتى يتم تعديله مرة أخرى.
يُمكن استخدام نفس الآلية في أجهزة أخرى ذات متطلبات مشابهة، مثل:
- حوامل المستندات للكتّاب.
- حوامل الميكروفونات في الاستوديوهات.
- حوامل شاشات الكمبيوتر.

لمزيد من التفاصيل عن الفيزياء والنظرية المتعلقة بمصابيح الذراع المتوازنة، انظر مواضيع الميكانيكا التقليدية، الروابط الميكانيكية، وعزم الدوران.

#### طرق تحقيق التوازن
هناك طرق متعددة لتحقيق توازن الذراعين ورأس المصباح، وتشمل:
- نوابض لولبية: في بعض الحالات، يتم استخدام مجموعة من نوابض لولبية مزدوجة تعمل بالتوازي على جانبي الذراع المحورية. تعمل هذه النوابض بنفس طريقة عمل النابض الواحد.
- الأوزان الموازنة: تُستخدم هذه الطريقة بشكل شائع في النوافذ المنزلقة ولوحات الرسم.
- الاحتكاك بين أجزاء ذراع المصباح.
- الوصلات الميكانيكية.
- أذرع هيدروليكية أو هوائية.

## المصابيح المتوازنة باستخدام النوابض

### النوابض المضغوطة والمشدودة

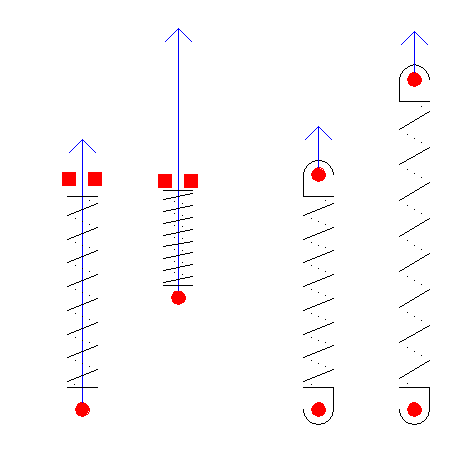
نوابض الضغط والشد في حالة الراحة وتحت الحمل

هناك العديد من التعديلات في تصميم المصابيح باستخدام النوابض. يمكن وضع النوابض على ما يعادل الذراع السفلى أو العلوية ميكانيكيًا، أو بالقرب من القاعدة. تستخدم بعض المصابيح نوابض شد، بينما تستخدم أخرى نوابض ضغط. النوابض لها قدرة محدودة على الرفع وطول الامتداد. قد يحدث لبعض النوابض اهتزاز، مما يؤدي إلى ضوضاء غير مرغوب فيها.

### مصباح ذو نابض واحد
في هذا التصميم، يحتوي المصباح على أنبوب مرن ولكنه صلب كذراع سفلى، وذراع علوية متوازنة بواسطة نابض يدعم الذراع السفلى بالقرب من المنتصف، مما يوفر مرونة كبيرة مع نطاق وصول طويل.

#### نابض شد فوق عجلات

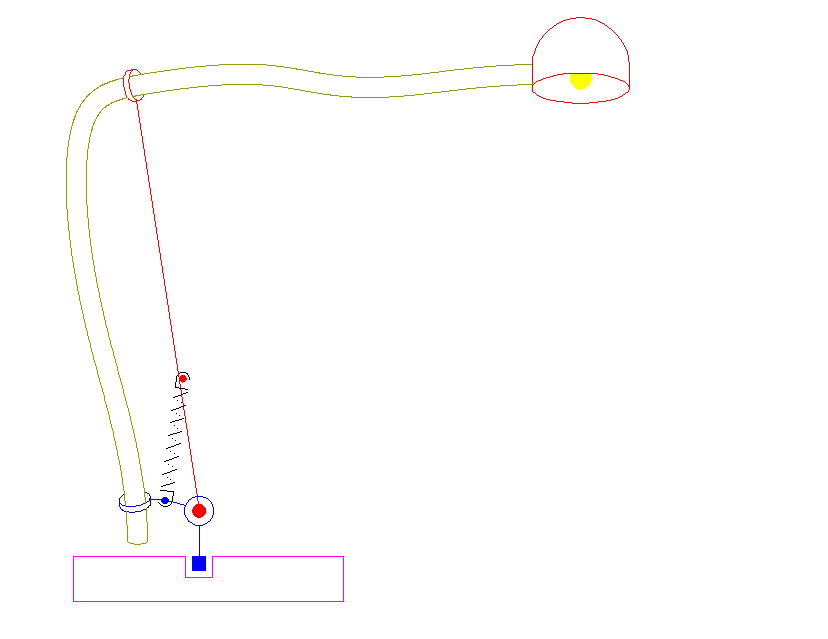
تمديد ذراع نابض متوازن يدعم ذراع مرنة.

في هذا التصميم، تكون عجلة التحكم في الذراع السفلى أصغر من عجلة التحكم في الذراع العلوية. يتحرك غطاء المصباح بنفس اتجاه الذراع العلوية والذراع السفلى.

#### ذراعان، نابض واحد، وعجلة مسننة واحدة
في هذا النظام، يقوم نابض الشد بوظيفتين: التحكم في الذراع السفلى والذراع العلوية معًا. هذا النظام غير شائع في المصابيح المتوازنة. يتحرك غطاء المصباح بنفس اتجاه الذراع العلوية والذراع السفلى.

### مجموعتان من نوابض الشد
يتضمن هذا التصميم ذراعين متوازيين ونظامين من نوابض الشد. يتحكم نظام النوابض الأول في الذراع السفلى، التي تكون على شكل متوازي أضلاع مكون من قضيبين. أما النظام الثاني، فيتحكم في الذراع العلوية التي تتكون من ثلاثة قضبان متوازية (كما هو موضح في الصورة). هناك تصميم آخر أقل استقرارًا يستخدم قضيبين متوازيين فقط في الذراع العلوية، ولكنه أقل تكلفة في التصنيع.

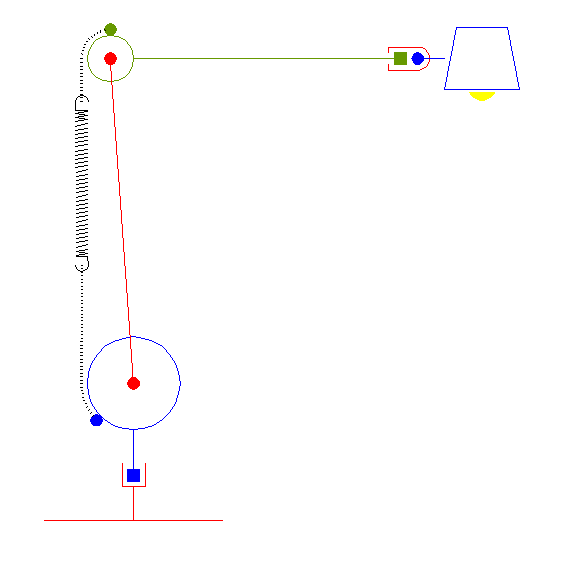
لفات زنبركية ممتدة على عجلتين

بفضل الوصلات المتوازية في المصباح، يبقى غطاء المصباح في نفس الاتجاه الرأسي عند تعديل ارتفاع المصباح. وكمعظم المصابيح ذات الذراع المتوازنة، يمكن للهيكل بأكمله الدوران في المستوى الأفقي، وهو مثبت على قاعدة مستقرة.

#### متوازي أضلاع واحد ونظامان من نوابض الشد
يشبه مصباح Anglepoise هذا التصميم، حيث يحتوي على متوازي أضلاع واحد ونظامين من نوابض الشد. يتحكم أحد النوابض في أقصر ذراع في متوازي الأضلاع. بالتوازي مع هذا الذراع القصير، توجد الذراع السفلى. للحفاظ على توازي هذه الأذرع، توجد ذراعان أخريان (الذراع العلوية) يتحكم فيهما النابض الثاني. يتحرك غطاء المصباح بنفس اتجاه الذراع العلوية والذراع السفلى.

#### ذراع سفلى مفردة، متوازي أضلاع واحد، ونظامان من نوابض الشد
في هذا التصميم، تتكون الذراع السفلى من قضيب واحد فقط. عند تعديل موضع الذراع، يتغير زاوية غطاء المصباح مع الذراع.

#### نوابض شد داخل الأذرع
في تصميم حديث مثل مصباح تولوميو المكتبي، لا توجد وصلات متوازية في أي من الذراعين. بدلاً من ذلك، يتم إخفاء نوابض الشد داخل الأذرع. يتحرك غطاء المصباح بنفس اتجاه الذراع العلوية والذراع السفلى.

### النوابض المضغوطة

#### النوابض المضغوطة داخل الأذرع
في هذا التصميم، تبقى الأذرع القصيرة (باللون الأخضر) متوازية. يقوم أحد النوابض بتطبيق قوة شد على الذراع الزرقاء. إذا تم إمالة الذراع الزرقاء للخلف، فإن النابض الثاني على هذا الذراع يتلقى قوة ضغط. تتحكم الذراع الزرقاء في الذراعين المتوازيين (باللون الأحمر) اللتين تشكلان الذراع العلوية. يقوم النابض الآخر بتطبيق قوة شد على الذراع الزرقاء الأخرى، التي تتحكم بدورها في الذراع السفلى (باللون الأرجواني). يمكن أن تكون النوابض بنفس الحجم، حيث يرفع أحد النوابض وزنًا أكبر ولكنه أكثر عمودية، بينما يرفع النابض الآخر وزنًا أقل ولكنه أكثر أفقية.

#### النوابض المضغوطة بالقرب من القاعدة
يتحكم نابض مضغوط واحد في ذراع قصيرة جدًا (باللون الرمادي). يتم توصيل هذه الذراع بسلسلة بكرة متوازية مع الذراع السفلى (باللون الأصفر). يتحكم نابض أطول في الذراع الزرقاء. يمكن للجسم (باللون الأحمر) الدوران في المستوى الأفقي. يتم توصيل الجسم بقاعدة مستقرة، ويمكن أن يكون الجسم أصغر حجمًا لأن النوابض المضغوطة يمكن أن تبرز أسفل الجسم.

#### نابض مضغوط مع متوازي أضلاع واحد
في هذا التصميم، يتحكم نابض مضغوط واحد في ذراع على شكل متوازي أضلاع.

### المصابيح المتوازنة بالضغط والاحتكاك

#### المطاط بين ذراعين متوازيين
في هذا النوع من المصابيح (الموجود غالبًا في المصابيح الإيطالية)، تؤدي الجاذبية إلى تشوه متوازي الأضلاع بحيث يصبح الفاصل بين الذراعين الطويلتين أصغر. يؤدي ذلك إلى زيادة الضغط على المطاط في الفجوة، مما ينتج عنه احتكاك يحافظ على الذراع في موضعه.

#### ذراع مطاطي يعمل بالاحتكاك
في هذا التصميم، يتم تحقيق التوازن بين الأذرع باستخدام الضغط والاحتكاك الناتج عن المطاط.

#### الاحتكاك الناتج عن الالتواء
يتم التحكم في الحركة بين الأذرع عن طريق الاحتكاك الناتج عن التواء الذراع.

#### الاحتكاك بين الذراع العلوية والذراع السفلى
يعتمد هذا النظام أيضًا على الاحتكاك لتحقيق التوازن بين الأذرع.

## المصابيح المتوازنة بواسطة الثقل الموازن

### المصابيح المتوازنة بثقل موازن واحد
من مزايا استخدام ثقل موازن متأرجح واحد أن المصباح يمكن أن يحتوي على ذراع أطول، مما يسمح بمرونة أكبر في الحركة.
أما العيوب، فهي أن المصباح يكون أقل توازنًا بطبيعته، مما يستلزم وجود قاعدة ثقيلة لضمان ثباته.

### ثقل موازن واحد
يعتمد هذا التصميم على سلسلة للحفاظ على التوازي بين الذراع الحامل للثقل الموازن والذراع الأمامي. يتحرك غطاء المصباح والثقل الموازن في اتجاهين متعاكسين (كلاهما بعيدًا عن القاعدة أو باتجاهها). يعتمد التوازن المطلوب على المعادلة التالية:
- d1 = المسافة بين غطاء المصباح والقاعدة
- m1 = وزن غطاء المصباح
- d2 = المسافة بين الثقل الموازن والقاعدة
- m2 = وزن الثقل الموازن

m1 × d1 = m2 × d2

#### مصباح ذو متوازي أضلاع واحد مع ثقل موازن
يحتوي هذا المصباح على قاعدة ثقيلة، مع هيكل متوازي الأضلاع يتكوّن من قضبان متصلة بمفاصل. يمتد قضيب طويل خلف هيكل متوازي الأضلاع ويحمل الثقل الموازن، بينما يمتد قضيب أقصر لحمل غطاء المصباح. تتميز القاعدة بقوس يضمن عدم اصطدام الثقل الموازن بها عند الوضع العمودي.

#### مصباح ذو متوازي أضلاع واحد مع ثقل موازن ممتد
يشبه هذا المصباح التصميم السابق، ولكن نظرًا لأن الثقل الموازن يقع في موضع منخفض، فلا حاجة إلى قاعدة ثقيلة لتحقيق الاستقرار، حيث يكون مركز الثقل منخفضًا. يتميّز هذا التصميم بأن الثقل الموازن لا يتأرجح، بل ينزلق ويدور بأمان حول مركز القاعدة.

#### ثلاثة متوازيات أضلاع مع ثقل موازن واحد
يتميز حامل هذا المصباح بتصميم معقد مع فتحات ضيقة متطابقة. هذا النوع من المصابيح لم يعد قيد الإنتاج.

### المصابيح المتوازنة بثقلين موازنين

#### ذراع واحد مع ثقلين موازنين
في هذا التصميم، يكون نطاق الحركة محدودًا (الذراع يتحرك لأعلى ولأسفل فقط)، ولكنه يتميز بجمالية هندسية. عندما يصبح الذراع الأمامي أفقيًا أكثر، فإن التوازن يتغير، مما يتطلب قاعدة ثقيلة لمنع فقدان التوازن.

#### ذراعان مع ثقلين موازنين

##### مخطط الأبعاد والوضع الخارجي
يعمل هذا النوع من المصابيح، مثل مصباح تيزيو، بتقنية مماثلة. يحتوي الذراع الأمامي على ثقل موازن صغير من جهة، وغطاء المصباح من الجهة الأخرى. يتم رفع هذه الأجزاء بواسطة ذراع علوي أكبر يحمل على الجهة المقابلة ثقلًا موازنًا أثقل. صُمّم مصباح إدوارد-ويلفريد بوكيه عام 1927 وفقًا لهذا المبدأ، وهو الآن ضمن مجموعة متحف الفن الحديث. يتميز التصميم بزوايا مختلفة للمحورين، مما يوفر مزايا إضافية.
يعتمد التوازن في هذا التصميم على المعادلات التالية:

### المصابيح التي تستخدم أنظمة توازن أخرى

#### المصابيح ذات المحور الرأسي
يتميّز هذا النوع من المصابيح بذراع أمامي متوازن بواسطة ثقل أو نوابض، ولكن من عيوبه أن الذراع العلوي لا يمكن أن يشير للأعلى أو للأمام.

#### آليات الربط الميكانيكي
يعمل هذا المصباح من خلال ربط الذراع العلوي والذراع الأمامي معًا، ويُعرف باسم مفصل الجاذبية المقفل أو مفصل الكامة المقفل.

#### الذراع الهيدروليكي
تستخدم أعمدة الإنارة القابلة للدوران في ساحة شاوبرج في روتردام أسطوانات هيدروليكية مزدوجة للتحكم في حركة الذراع الأمامي والذراع العلوي.

#### الذراع الهوائي
يحتوي مصباح الذراع على أسطوانة هوائية، حيث يتم ضغط الهواء بفضل الجاذبية.

## في الثقافة الشعبية
- ظهرت مصباحان مكتبيان متوازنان مزودان بنوابض من هذا النوع كشخصيتين رئيسيتين في الفيلم القصير Luxo Jr. الذي أنتجته شركة بيكسار عام 1986. كما يُستخدم هذا المصباح لتمثيل حرف "I" في شعار بيكسار الذي يظهر قبل وبعد كل أفلامها.
- يعد المؤلف الموسيقي ميستر شادو سكاي الوحيد الذي استخدم مصباح الذراع المتوازن كآلة موسيقية، حيث أطلق عليها اسم المصباح الصوتي (بالإنجليزية: Archisonic Lamp). في عام 1980، كتب مقطوعة موسيقية بعنوان Ludus Musicae Temporarium خصيصًا لأوركسترا مصابيح متوازنة الذراع. قُدمت العرض الأول للمقطوعة من قبل فرقة إيقاعات ستراسبورغ (بالفرنسية: Les Percussions de Strasbourg) في مهرجان مانكا للموسيقى المعاصرة في نيس عام 1988. أصدر شادو سكاي خمسة ألبومات تتضمن موسيقى باستخدام مصابيح متوازنة الذراع مزودة بأربعة نوابض، بالإضافة إلى آلات موسيقية أخرى. يمكن تنزيل هذه الألبومات مجانًا.[2] تم الإشارة إليه في كتاب Les chercheurs de sons (2004) باعتباره المبدع الوحيد لاستخدام مصباح متوازن الذراع كآلة موسيقية.